# Liste der Landschaftsschutzgebiete im Landkreis Erding
Im Landkreis Erding gibt es neun Landschaftsschutzgebiete. (Stand: November 2018)

## Liste
- Gebietsname: Amtliche Bezeichnung des Schutzgebietes
- Bild/Commons: Bild und Link zu weiteren Bildern aus dem Schutzgebiet
- LSG-ID: Amtliche Nummer des Schutzgebietes
- WDPA-ID: Link zum Eintrag des Schutzgebietes in der World Database on Protected Areas
- Wikidata: Link zum Wikidata-Eintrag des Schutzgebietes
- Ausweisung: Datum der Ausweisung als Schutzgebiet
- Gemeinde(n): Gemeinden, auf denen sich das Schutzgebiet befindet
- Lage: Geografischer Standort
- Fläche: Gesamtfläche des Schutzgebietes in Hektar
- Flächenanteil: Anteilige Flächen des Schutzgebietes in Landkreisen/Gemeinden, Angabe in % der Gesamtfläche
- Bemerkung: Besonderheiten und Anmerkungen

Bis auf die Spalte Lage sind alle Spalten sortierbar.
| Gebietsname | Bild/Commons   | LSG-ID       | WDPA-ID | Wikidata  | Ausweisung | Gemeinde(n) | Lage     | Fläche ha | Flächenanteil | Bemerkung  |
| --- | -------------- | ------------ | ------- | --------- | ---------- | ----------- | -------- | --------- | --- | ---------- |
| Isental und südliche Quellbäche | weitere Bilder | LSG-00506.01 | 396017  | Q59643751 | 1997       |             | Position | 2110,74   | Landkreis Erding (99,9 %) | Isen       |
| LSG Ausgetorfte Moorfläche bei Klösterlschwaige |                | LSG-00364.01 | 395873  | Q59643817 | 1984       |             | Position | 135,45    | Landkreis Erding (100 %) |            |
| LSG nördlich Zengermoos (Birkenwald) | weitere Bilder | LSG-00304.01 | 395783  | Q59651231 | 1979       |             | Position | 226,6     | Landkreis Erding (100 %) | Zengermoos |
| LSG Sempt- und Schwillachtal | weitere Bilder | LSG-00397.01 | 395905  | Q59643789 | 1986       |             | Position | 1553,87   | Landkreis Erding (100 %) |            |
| Notzinger Weiher und Umgebung |                | LSG-00486.01 | 395994  | Q59643830 | 1994       |             | Position | 118,96    | Landkreis Erding (100 %) |            |
| Quellgebiet der Schwillach |                | LSG-00505.01 | 396016  | Q59643783 | 1997       |             | Position | 162,46    | Landkreis Erding (100 %) |            |
| Schutz des Kempfinger Lohes bei Eichenried, Gemeinde Moosinning |                | LSG-00022.01 | 395465  | Q59643433 | 1953       |             | Position | 9,65      | Landkreis Erding (100 %) |            |
| Schutz von Eicherloh und Umgebung, Gemeinde Finsing | weitere Bilder | LSG-00053.01 | 395481  | Q59643600 | 1955       |             | Position | 432,39    | Landkreis Erding (100 %) |            |
| Verordnung des Bezirks Oberbayern über den Schutz von Landschaftsteilen entlang der Isar in den Landkreisen Bad-Tölz-Wolfratshausen, München, Freising und Erding als LSG | weitere Bilder | LSG-00384.01 | 395892  | Q59643434 | 1986       |             | Position | 8931,65   | Landkreis Bad Tölz-Wolfratshausen (7,2 %), Landkreis Erding (4,0 %), Landkreis Freising (52,8 %), Landkreis München (36,0 %) |            |